# 3714 Kenrussell
A 3714 Kenrussell (ideiglenes jelöléssel 1983 TT1) a Naprendszer kisbolygóövében található aszteroida. Edward L. G. Bowell fedezte fel 1983. október 12-én.